# Alonzo Gee
Alonzo Edward Gee (Palm Beach, 29 maggio 1987) è un cestista statunitense, di ruolo ala piccola.

## Palmarès
- NBA Development League Rookie of the Year Award (2010)
- All-NBDL Second Team (2010)